# Terebra pseudoturbonilla
Terebra pseudoturbonilla is een slakkensoort uit de familie van de Terebridae. De wetenschappelijke naam van de soort is voor het eerst geldig gepubliceerd in 1975 door Talavera.